# أبجون

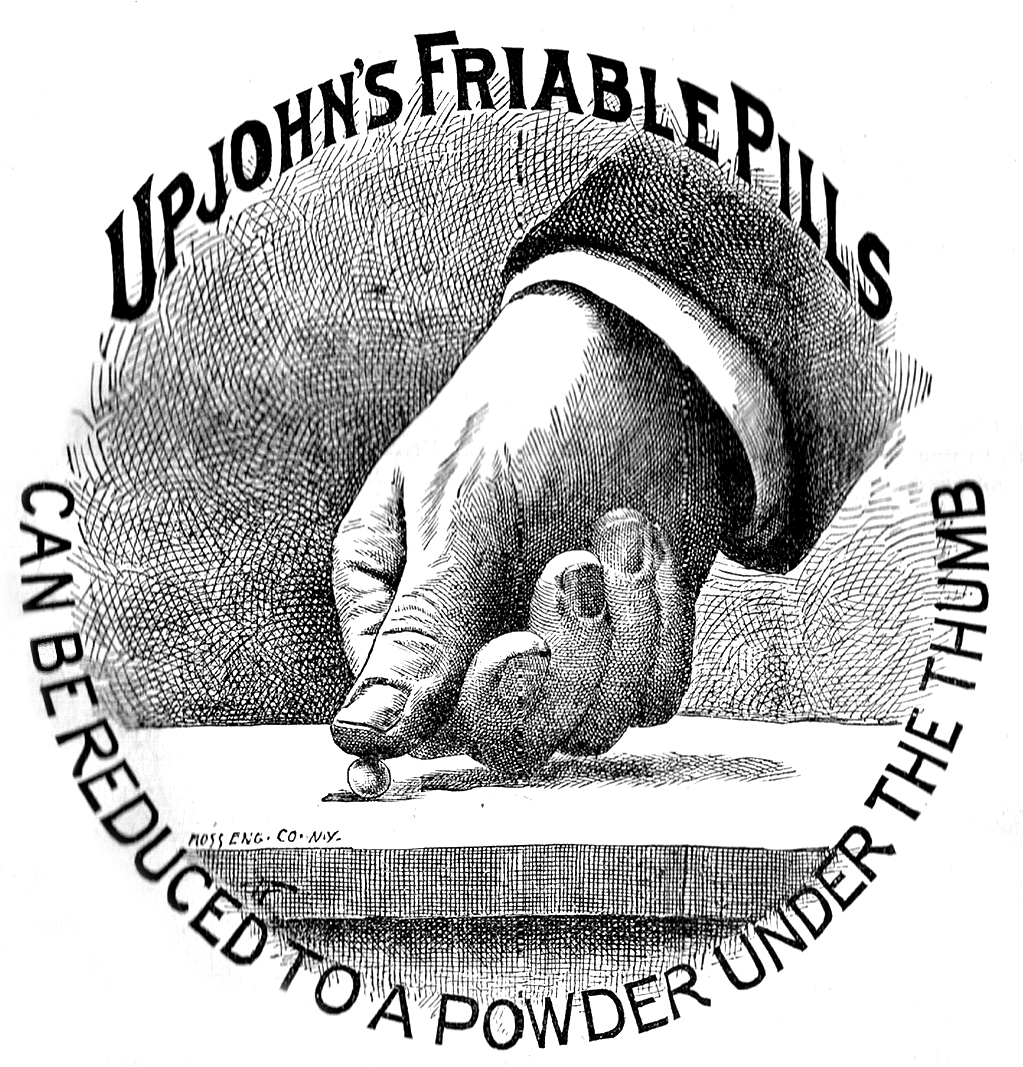
شعار شركة حب وحبيبات أبجون والتي سميت لاحقا باسم شركة أبجون

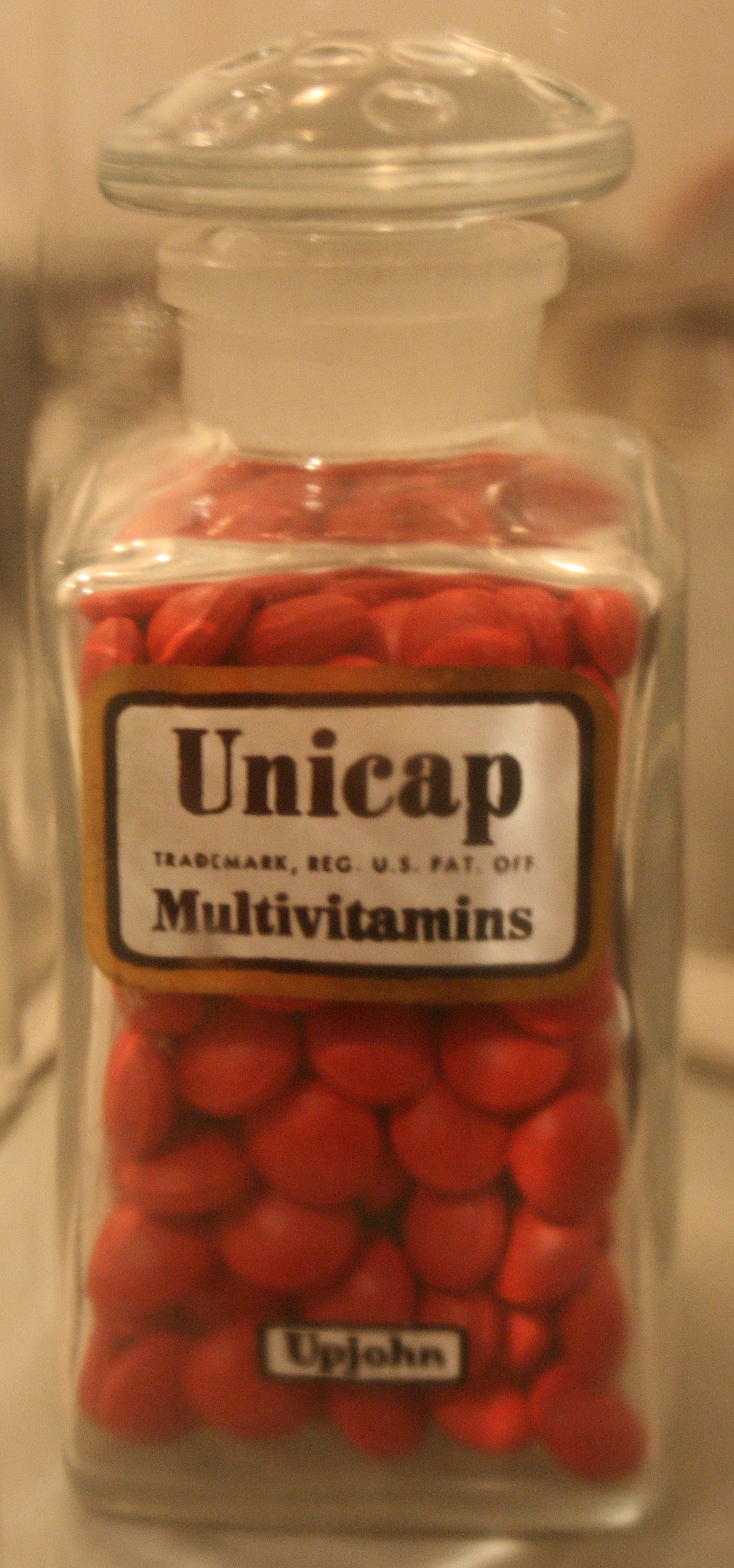
متعدد فيتامينات اسمه (Unicap) انتجته أبجون.

أبجون (بالإنجليزية: Upjohn)‏ كانت شركة صناعة دوائية أسسها ويليام إراتوس أبجون في كالامازو في ميشيغان بالولايات المتحدة الأمريكية. تشكلت هذه الشركة في الأصل لإنتاج أقراص هشة قابلة للمضغ.
اندمجت شركة أبجون مع شركة فارماسيا في عام 1995 لتكوين شركة فارماسيا وأبجون. اندمجت هذه الشركة في عام 1999 مع مونسانتو ليصبح اسمها فارماسيا لكن مونسانتو انفصلت عام 2000 ثم تقوم فايزر بالاستحواذ على شركة فارماسيا عام 2003 في عرض قدم عام 2002. علما أن شركة فارماسيا وأبجون كانت قد باعت بعض علاماتها التجارية إلى شركة جونسون آند جونسون في عام 1997.